# Вовчанський заказник (Лубенський район)
Вовчанський заказник входить у природно-заповідний фонд Лубенського району Полтавської області України. Цей заказник  ботанічний місцевого значення. Заказник було створено у 1979 році Рішенням облвиконкому № 437 Полтавської області. Він розташований між селами Вовчик  і Снітин, на заплаві лівого берега річки Сула. Заказник був заснований для збереження створених на заплаві річки Сула насаджень обліпихи крушиновидної та збору лікарської сировини.

## Опис
Вовчанський заказник має площу 4.5 га.   Ширина річища Сули в районі заказника становить 20–25 м, глибина  до 3 м, швидкість течії – 0,2 м/с, дно піщане та піщано-мулисте. Заплавні ландшафти представлені алювіальними низовинами. Виділяються луки заплавні та болотисті.
Екологічна цінність території заказника  виявляється в наявності збережених екосистем через відсутність антропогенного фактора. Чимала площа гідрофільних екотопів дозволяє спостерігати та зберігати водні, водно-болотні та лучно-болотні природні угрупування. Водоохоронна роль заказника полягає у формуванні поверхневого стоку через діяльність болотних і лісових екосистем.
Рослинність в заказнику різниться в залежності від зволоження. Тут зустрічаються  очеретяні  та осокові болота, луки заболочені та справжні. Флора заказника нараховує 50 видів вищих судинних рослин, серед них вищої водної рослинності — 17 видів, з них 7 — рідкісні види водних макрофітів: кушир занурений (Ceratophyllum demersum L.), глечики жовті (Nuphar lutea (L.) Smith), латаття біле (Nymphaea alba L.),  Сальвінія плавуча (Salvinia natans All.), лепешняк очеретяний (Glyceria arundinacea), образки болотяні (Calla palustris L.). Це 14 % флори проєктованого заказника. В заказнику є угруповання латаття сніжно-біле, що занесено до Зеленої книги України.
Сучасна цінність території полягає у збереженні генофонду рідкісних і малопоширених видів рослин.